# Kamila Stormowska
Kamila Stormowska (ur. 12 kwietnia 2000 w Elblągu) – polska łyżwiarka szybka specjalizująca się w short tracku. Medalistka zimowego olimpijskiego festiwalu młodzieży Europy (2017). Wielokrotna medalistka mistrzostw Polski.

## Kariera sportowa
W Pucharze Świata zadebiutowała w październiku 2015 w Calgary. Podczas Zimowego Olimpijskiego Festiwalu Młodzieży Europy 2017 w Erzurum zdobyła złoty medal w rywalizacji na dystansie 1000 metrów i srebro w sztafecie mieszanej. W tym samym roku była jedną z pięciu zawodniczek nominowanych do nagrody im. Piotra Nurowskiego dla najlepszego młodego sportowca Europy, przyznawanej przez Stowarzyszenie Europejskich Komitetów Olimpijskich. 16 lutego 2020 w Dordrechcie po raz pierwszy stanęła na podium zawodów Pucharu Świata, zajmując w biegu na dystansie 500 metrów 3. lokatę. 14 stycznia 2024 roku Kamila Stormowska wraz z Nikolą Mazur, Diane Sellier i Michałem Niewińskim zdobyli srebrny medal na dystansie 2000m podczas mistrzostw Europy w short tracku.

## Rekordy życiowe
| Dystans     | Czas     | Data       | Miejscowość    |
| ----------- | -------- | ---------- | -------------- |
| 500 metrów  | 42,821   | 03.02.2023 | Drezno         |
| 1000 metrów | 1:27,542 | 04.11.2022 | Salt Lake City |
| 1500 metrów | 2:21,087 | 25.11.2021 | Dordrecht      |

## Wyniki

### Igrzyska olimpijskie
| Igrzyska   | Konkurencja       | Kwalifikacje | Kwalifikacje | Ćwierćfinał | Ćwierćfinał | Półfinał | Półfinał | Finał    | Finał   | Miejsce |
| Igrzyska   | Konkurencja       | Czas         | Pozycja      | Czas        | Pozycja     | Czas     | Pozycja  | Czas     | Pozycja | Miejsce |
| ---------- | ----------------- | ------------ | ------------ | ----------- | ----------- | -------- | -------- | -------- | ------- | ------- |
| Pekin 2022 | 500 metrów        | 44,053       | 4.           | NQ          | NQ          | NQ       | NQ       | NQ       | NQ      | 28.     |
| Pekin 2022 | 1000 metrów       | 1:28,567     | 4.           | NQ          | NQ          | NQ       | NQ       | NQ       | NQ      | 26.     |
| Pekin 2022 | 1500 metrów       | —            | —            | 2:33,603    | 4.          | NQ       | NQ       | NQ       | NQ      | 24.     |
| Pekin 2022 | Sztafeta mieszana | —            | —            | 2:50,513    | 4.          | NQ       | NQ       | NQ       | NQ      | 11.     |
| Pekin 2022 | sztafeta          | —            | —            | —           | —           | 4:10,074 | 3. QB    | 4:10,210 | 2.      | 6.      |

### Mistrzostwa świata
| - Dordrecht 2021 - Sztafeta: 5. miejsce | - Montreal 2022 - 500 metrów: 18. miejsce - 1000 metrów: 26. miejsce - 1500 metrów: 12. miejsce - Wielobój: 19. miejsce - Sztafeta: 5. miejsce |

### Mistrzostwa Europy
| - Dordrecht 2019 - Sztafeta: 8. miejsce | - Debreczyn 2020 - 500 metrów: 9. miejsce - 1000 metrów: 13. miejsce - 1500 metrów: 23. miejsce - Wielobój: 17. miejsce | - Gdańsk 2021 - Sztafeta: 6. miejsce | - Gdańsk 2023 - 500 metrów: — - 1000 metrów: 12. miejsce - 1500 metrów: 9. miejsce - Sztafeta: 4. miejsce - Sztafeta mieszana: 8. miejsce |

### Mistrzostwa świata juniorów
| - Sofia 2016 - Sztafeta: 7. miejsce | - Innsbruck 2017 - 500 metrów: 9. miejsce - 1000 metrów: dyskwalifikacja - 1500 metrów: dyskwalifikacja - Wielobój: 49. miejsce - Sztafeta: 7. miejsce | - Tomaszów Mazowiecki 2018 - 500 metrów: 8. miejsce - 1000 metrów: 15. miejsce - 1500 metrów: 20. miejsce - Wielobój: 17. miejsce - Sztafeta: 7. miejsce | - Montreal 2019 - 500 metrów: 6. miejsce - 1000 metrów: 8. miejsce - 1500 metrów: 14. miejsce - Sztafeta: dyskwalifikacja |

## Puchar Świata

### Miejsca w klasyfikacji generalnej

#### 500 metrów
| Sezon     | Miejsce |
| --------- | ------- |
| 2015/2016 | 72.     |
| 2016/2017 | 67.     |
| 2017/2018 | 65.     |
| 2018/2019 | 65.     |
| 2019/2020 | 14.     |
| 2021/2022 | —       |
| 2022/2023 | 22.     |

#### 1000 metrów
| Sezon     | Miejsce |
| --------- | ------- |
| 2015/2016 | 82.     |
| 2016/2017 | 103.    |
| 2017/2018 | 63.     |
| 2018/2019 | 64.     |
| 2019/2020 | 51.     |
| 2021/2022 | 39.     |
| 2022/2023 | 17.     |

#### 1500 metrów
| Sezon     | Miejsce |
| --------- | ------- |
| 2015/2016 | 61.     |
| 2016/2017 | 62.     |
| 2017/2018 | 60.     |
| 2018/2019 | 57.     |
| 2019/2020 | 65.     |
| 2021/2022 | 41.     |
| 2022/2023 | 35.     |

#### Miejsca na podium w zawodach indywidualnych Pucharu Świata chronologicznie
| Nr | Sezon     | Data           | Miejscowość | Dystans | Miejsce |
| -- | --------- | -------------- | ----------- | ------- | ------- |
| 1. | 2019/2020 | 16 lutego 2020 | Dordrecht   | 500 m   | 3.      |

#### Miejsca na podium w zawodach drużynowych Pucharu Świata chronologicznie
| Nr | Sezon     | Data            | Miejscowość | Dystans           | Miejsce |
| -- | --------- | --------------- | ----------- | ----------------- | ------- |
| 1. | 2022/2023 | 17 grudnia 2022 | Ałmaty      | sztafeta mieszana | 3.      |
| 2. | 2022/2023 | 11 lutego 2023  | Dordrecht   | sztafeta mieszana | 3.      |